# 関保之助
関 保之助（せき やすのすけ、1868年5月2日〈慶応4年4月10日〉 - 1945年〈昭和20年〉5月25日）は、明治から昭和時代にかけての有職故実家。東京帝室博物館学芸委員、重要美術品等調査委員。有職故実、甲冑武器の考証家として著名だった。蒐集家としては東都において小堀鞆音に並ぶ存在として知られた。筆名に波爾和、号に花郷、加和羅廼舎、箙廼舎。

## 略歴
江戸小石川原町（現・文京区）に一橋徳川家臣・関守真の二男として生まれる。幼い頃より古武器を愛好し、歴史画家を志して、明治23年9月に東京美術学校に入学した。同期に横山大観・下村観山らがいた。日本画を学び、明治26年7月、同校の第1回卒業生として専修科絵画科を卒業した。卒業制作は「藤原式室内装飾図」で、パリ万国博覧会にも出品された 。卒業後、石川県工業学校教諭となる。乱視のために画家を諦め、有職故実研究に従事する。
東京美術学校助教授、帝国美術歴史編纂掛を経て、明治34年帝国大学史料編纂委員、大正8年京都帝室博物館学芸委員、11年同館列品課長、13年奈良帝室博物館列品課長、昭和8年東京帝室博物館学芸員を歴任した。母校のほか、京都帝国大学でも教えた。明治41年には靖国神社附属遊就館整理事業の整理委員も務めている。明治37年に結婚し、二男一女をもうけた。
著書に『式正の鎧』（口述）などがあるが僅少で、講演や談話で自説を開陳することが多かった。
東京大空襲により渋谷区千駄ヶ谷2丁目の自宅で二男夫婦以外の家族とともに戦災死した。昭和25年に従五位叙せられた。

## 著作
- 『日本歴史服装掛図』 後編、村瀬義徳画、関保之助校閲、東亜教育画館、1916年3月。 NCID BB15128133。
- 関保之助『本邦服装沿革』黒川真道、1922年5月。 NCID BA51391328。
- 関保之助・猪熊浅麻呂・出雲路通次郎・猪飼嘯谷編 編『歴代服装図録』 染織祭篇、歴代服装図録刊行会、1933年11月。 NCID BA40168642。全国書誌番号:47027919。
- 関保之助・高田義男編 編『大楠公六百年祭写真帖』大楠公六百年大祭奉賛会、1935年10月。 NCID BA34921174。全国書誌番号:47008151。
- 関保之助 著、有職故実研究会編 編『式正の鎧』人文書院、1938年1月。 NCID BA4163724X。全国書誌番号:46055084。
- 日本美術協会編 編『日本名冑図録』関保之助解説、古今堂、1938年8月。 NCID BA44071757。全国書誌番号:46068988。
- 関保之助「奈良朝時代刀剣の外装」『日本刀剣の外装』 1巻、雄山閣〈日本刀講座 12〉、1939年1月。 NCID BB18900658。
- 関保之助「日本の甲冑について」『東亜の文化』帝室博物館〈学芸叢書 1〉、1944年8月。 NCID BA31110619。全国書誌番号:46022672。
- 関保之助 著「正倉院の刀剣」、小川晴暘編 編『正倉院の研究』 上、明和書院〈明和美術叢書 第3輯〉、1947年。 NCID BN12595793。全国書誌番号:46022558。
- 斎藤忠・末永雅雄編 編『沼田頼輔・関保之助集』築地書館〈日本考古学選集 5〉、1975年3月。 NCID BN02040635。全国書誌番号:73013609。